# Maria Maria (canção de Santana)
"Maria Maria" é uma canção da banda estadunidense Santana com a participação do grupo The Product G&B. Ela chegou a liderança na Billboard Hot 100, em 8 de abril de 2000, e permaneceu lá por 10 semanas. No Grammy Awards de 2000, a canção ganhou o Best Pop Performance by a Duo or Group with Vocal.

## Faixas e formatos
- Lado A[4]

1. "Maria Maria" (Pumpin' Dolls Club Mix) — 8:36
2. "Maria Maria" (Pumpin' Dolls Radio Edit) — 3:56

- Lado B

1. "Maria Maria" (Wyclef Remix) — 4:21
2. "Maria Maria" (Wyclef Remix Instrumental) — 4:21
3. "Maria Maria" (Versão do álbum) — 4:21

## Versões e samplers
Granhou uma versão em português do grupo de pagode Molejo. Em 2017, a canção também foi sampleada por DJ Khaled em sua canção "Wild Thoughts", que apresenta Rihanna e Bryson Tiller.

## Desempenho nas paradas e certificações
| Paradas(2000)                                    | Melhor posição |
| ------------------------------------------------ | -------------- |
| Austrália (ARIA)                                 | 49             |
| Áustria (Ö3 Austria Top 75)                      | 3              |
| Bélgica (Ultratop 50 de Flandres)                | 6              |
| Bélgica (Ultratop 50 da Valônia)                 | 2              |
| Canadá (RPM)                                     | 1              |
| França (SNEP)                                    | 1              |
| O campo songid é OBRIGATÓRIO PARA PARADA ALEMÃ   | 1              |
| Irlanda (IRMA)                                   | 21             |
| Países Baixos (Dutch Top 40)                     | 2              |
| Nova Zelândia (Recorded Music NZ)                | 49             |
| Noruega (VG-lista)                               | 7              |
| Espanha (PROMUSICAE)                             | 13             |
| Suíça (Schweizer Hitparade)                      | '1             |
| Reino Unido (The Official Charts Company)        | 6              |
| Estados Unidos (Billboard Hot 100)               | 1              |
| Estados Unidos (Billboard Hot R&B/Hip-Hop Songs) | 1              |

| Paradas (2000)                     | Melhor posição |
| ---------------------------------- | -------------- |
| Estados Unidos (Billboard Hot 100) | 3              |

| (2000–2009)                        | Melhor posição |
| ---------------------------------- | -------------- |
| Alemanha (German Singles Chart)    | 83             |
| Estados Unidos (Billboard Hot 100) | 14             |

| Alemanha (BVMI) | Platina | 500,000^   |
| Bélgica (BEA) | Platina | 50,000*    |
| Estados Unidos (RIAA) | Platina | 1,000,000* |
| França (SNEP) | Ouro    | 535,000*   |
| Suécia (GLF) | Ouro    | 15,000^    |
| Suíça (IFPI) | Ouro    | 20,000º    |
| *número de vendas baseado na certificação ^ figuras embarques com base apenas na certificação ºnúmeros não especificados baseando-se apenas na certificação |         |            |

| Precedido por: "Say My Name" de Destiny's Child | Billboard Hot 100 singles número um na Billboard Hot 100 8 de abril de 2000 – 10 de junho de 2000 (10 semanas)                            | Sucedido por: "Try Again" de Aaliyah                 |
| Precedido por: "Say My Name" de Destiny's Child | Billboard Hot R&B/Hip-Hop Songs singles número um na Billboard Hot R&B/Hip-Hop Songs 8 de abril de 2000 – 22 de abril de 2000 (3 semanas) | Sucedido por: "He Wasn't Man Enough" de Toni Braxton |